# Semana Internacional de Cine de Valladolid 2012
La 57.ª edición de la Semana Internacional de Cine de Valladolid se celebró en la ciudad de Valladolid entre el 20 y el 27 de octubre de 2012.

## Programación
El festival se inauguró con el estreno mundial de Todo es silencio, largometraje centrado en el narcotráfico en Galicia, dirigido por José Luis Cuerda y protagonizado por Miguel Ángel Silvestre, que está participando en competición por la Espiga de Oro dentro la sección oficial del festival. Otra de las películas que compitió en la Sección Oficial es La lapidation de Saint Etienne, de Pere Vilà, una coproducción hispanofrancesa, rodada en francés, en la que Lou Castel interpreta a un anciano que se resiste a abandonar su apartamento, en el que permanece aislado y en el que quiere morir.
En la sección Tiempo de Historia de esta edición compitieron cuatro largometrajes documentales de directores españoles: Libre te quiero, de Basilio Martín Patino; Nosotros, de Adolfo Dufour; Testigo involuntario, de Iñaki Arteta y Mundos sutiles de Eduardo Chapero-Jakson; y fuera de competición están los cortometrajes 101, de Luis Miñarro, y Ensayo de una revolución, de Antonio Labajo y Pedro Sara.
Dentro de la sección paralela Punto de Encuentro, en el ciclo La noche del corto español, compiten: Hotel Amenities, de Julia Guillén-Creagh; Luisa no está en casa, de Celia Rico Clavellino; La media vuelta, de Fernando Franco; A New Way Of Life, de Mikel Mas; Sunset Day, de J. A. Durán; Lucas, de Álex Montoya; Rifirrafe, de Álex Brendemühl, y Hamaiketakoa, de Telmo Esnal.